# Krzysztof Michałkiewicz
Krzysztof Stefan Michałkiewicz (Oborniki Śląskie; 26 de Setembro de 1953 — ) é um político da Polónia. Ele foi eleito para a Sejm em 25 de Setembro de 2005 com 11246 votos em 6 no distrito de Lublin, candidato pelas listas do partido Prawo i Sprawiedliwość.